# Сьомін Дмитро Костянтинович
Дмитро Костянтинович Сьомін (рос. Дмитрий Константинович Сёмин; 14 серпня 1983, м. Москва, СРСР) — російський хокеїст, центральний нападник. Виступає за «Авангард» (Омськ) у Континентальній хокейній лізі.
Вихованець хокейної школи СДЮШОР «Спартак» (Москва), перший тренер — Віктор Борисов. Виступав за «Спартак» (Москва), «Локомотив» (Ярославль), «Атлант» (Митищі).
У складі юніорської збірної Росії учасник чемпіонату світу 2001.
Досягнення
- Переможець юніорського чемпіонату світу (2001)
- Срібний призер чемпіонату Росії (2008, 2009, 2012).